# Черноголовка
Черноголовка (на руски: Черноголовка) е град, разположен в Московска област, Русия. Населението му към 1 януари 2018 е 21 342 души.